# Лурш
Лурш (фр. Lourches) — коммуна во Франции, регион О-де-Франс, департамент Нор, округ Валансьен, кантон Денен. Расположена в 12 км к юго-западу от Валансьена и в 45 км к юго-востоку от Лилля, в 2 км от места пересечения автомагистралей А2 и А21, на берегу канала Шельда (Эско).
Население (2017) — 3 949 человек.

## Транспорт
Железнодорожная станция Лурш, находящаяся на территории соседней коммуны Рёль, является пунктом пересечения двух линий местного значения: Валансьен-Лурш и Бюзиньи-Сомен.

## Экономика
Структура занятости населения:
- сельское хозяйство — 0,5 %
- промышленность — 30,4 %
- строительство — 5,0 %
- торговля, транспорт и сфера услуг — 23,4 %
- государственные и муниципальные службы — 41,2 %

Уровень безработицы (2017) — 36,8 % (Франция в целом — 13,4 %, департамент Нор — 17,6 %). 

Среднегодовой доход на 1 человека, евро (2017) — 13 960 (Франция в целом — 21 110, департамент Нор — 19 490).

## Демография
Динамика численности населения, чел.

## Администрация
Пост мэра Лурша с 2020 года занимает Далила Дювес-Гемья (Dalila Duwez-Guesmia). На муниципальных выборах 2020 года возглавляемый ею левый список одержал победу в 1-м туре, получив 56,73 % голосов.
| Период | Период | Фамилия            | Партия                                                              | Примечания                                                 |
| ------ | ------ | ------------------ | ------------------------------------------------------------------- | ---------------------------------------------------------- |
| 1948   | 1983   | Оливье Мутон       | Французская секция Рабочего интернационала, Социалистическая партия |                                                            |
| 1983   | 2008   | Марк Монтюэль      | Социалистическая партия                                             | преподаватель колледжа, член Совета региона Нор-Па-де-Кале |
| 2008   | 2020   | Жан-Рене Биэ       | Социалистическая партия                                             | работник SNCF                                              |
| 2020   |        | Далила Дювес-Гемья |                                                                     |                                                            |